# Vining (Kansas)
Pour les articles homonymes, voir Vining.
Vining est une ville américaine située dans les comtés de Washington et de Clay, au Kansas. Selon le recensement de 2010, sa population est de 45 habitants.